# Římskokatolická farnost u kostela Nejsvětější Trojice v Podskalí Praha-Nové Město
Římskokatolická farnost u kostela Nejsvětější Trojice v Podskalí Praha-Nové Město je územním společenstvím římských katolíků v rámci I. pražského vikariátu pražské arcidiecéze.

## O farnosti

### Historie
Ves Podskalí je doložena již ve 12. století a jejím farním kostelem byl původně kostelík svatých Kosmy a Damiána. Ten se později stal součástí areálu Emauzského kláštera. Na Podskalí vedle toho existovaly tři další sakrální objekty. Jako farní kostel byl založen kostel svatého Antonína, který podle legendy byl postaven z ušetřeného stavebního materiálu ze stavby Emauz. V roce 1420 tento kostel vyhořel v důsledku střetů pražských husitů s katolickou posádkou na Vyšehradě. Na jeho místě bylo přes padesát let pouhé spáleniště. V roce 1476 byl na stejném místě postaven kostel nový, zasvěcený Nejsvětější Trojici.
Ostatní sakrální objekty na Podskalí postupně zanikly a kostel Nejsvětější Trojice se stal duchovním centrem pro celou čtvrť. V roce 1728 byl kostel barokizován, přičemž si však udržel venkovský ráz. V roce 1751 byla přistavěna boční, tzv. dušičková kaple, a v letech 1781-1782 byla k západnímu průčelí přistavěna věž se zvonicí. Za Josefa II. byl zrušen dosavadní hřbitov kolem kostela. Jako jedna z mála původních staveb přečkal také asanaci Podskalí na přelomu 19. a 20. století. V důsledku asanace však došlo ke zvednutí terénu kolem kostela, takže tento se nachází pod úrovní okolí.

#### Řehole na území farnosti
Na území podskalské farnosti se od roku 1347 nachází Emauzské opatství benediktinského řádu (Slovanská benediktinská kongregace svatého Vojtěcha). V ulici Na Slupi se nachází konvent sester alžbětinek, při kterém sestry provozují léčebnu dlouhodobě nemocných.

### Současnost
Farnost nemá vlastního duchovního správce, je spravována ex currendo z Týnské farnosti na Starém Městě, přičemž bohoslužby zajišťuje v místě ustanovený výpomocný duchovní. Klášterní kostel v Emauzích má vlastního rektora. Kostel sv. Kosmy a Damiána v Emauzském klášteře slouží k bohoslužbám řeckokatolické církvi, jeho rektorem je oblát emauzských benediktinů. Při kostele sv. Jana Nepomuckého byla s platností od 1. října 2016 zřízena německojazyčná personální farnost.
| Kostel                                                                 | Místo                 | Bohoslužba                                                                | Bohoslužba                                                                | Poznámka                                                          |
| ---------------------------------------------------------------------- | --------------------- | ------------------------------------------------------------------------- | ------------------------------------------------------------------------- | ----------------------------------------------------------------- |
| Kostel Nejsvětější Trojice                                             | Nové Město - Podskalí | neděle                                                                    | 9.00                                                                      | farní kostel                                                      |
| Kostel Nanebevzetí Panny Marie, svatého Jeronýma a slovanských patronů | Nové Město - Emauzy   | neděle pondělí úterý středa čtvrtek pátek sobota                          | 10.00 Mše sv.; 17.30 nešpory 10.00 Mše sv.; 17.30 nešpory                 | opatský kostel Emauzského opatství                                |
| Kaple sv. Benna, Rozálie, Fabiána a Šebestiána                         | Nové Město - Emauzy   | podle ohlášení bohoslužby v tridentském ritu (slouží P. Radim Valík, OSB) | podle ohlášení bohoslužby v tridentském ritu (slouží P. Radim Valík, OSB) | klášterní kaple Emauzského kláštera                               |
| Kostel sv. Kosmy a Damiána                                             | Nové Město - Emauzy   | slouží řeckokatolické církvi                                              | slouží řeckokatolické církvi                                              | kostel v areálu Emauzského kláštera                               |
| Kostel svatého Jana Nepomuckého                                        | Nové Město            | neděle                                                                    | 11.00 (německy)                                                           | filiální kostel (farní kostel německojazyčné personální farnosti) |
| Kostel Panny Marie Bolestné                                            | Nové Město            | neděle úterý pátek                                                        | 9.30 18.30 17.00                                                          | klášterní kostel sester alžbětinek                                |